# Зграда команде Копнене војске Војске Србије
Зграда команде Копнене војске Војске Србије се налази у Нишу, на Тргу краља Александра Ујединитеља.
Копнена војска формирана је преформирањем Копнених снага, у априлу 2007. године, а пре тог датума зграда је била Команда Треће армије Војске СЦГ.
У згради је смештена Спомен соба Копнене војске.